# Petr Beneš (kněz)
Petr Beneš (* 28. června 1973, Boskovice) je římskokatolický kněz brněnské diecéze.
Po vysvěcení na kněze v roce 2001 působil dva roky jako kaplan ve farnosti sv. Tomáše v Brně. Od 1. srpna 2003 působí ve farnosti v Brně-Židenicích, kde je od roku 2010 farářem.